# Maifa'a
Maifa'a és una ciutat en part en ruïnes del Iemen a l'oest de Mukalla a la governació de Shabwa, a la vora del Wadi Maifa'a, amb una carretera que uneix la ciutat amb l'Hadramaut cap a l'est. Es pensa que Maifa'a fou capital de l'Hadramaut abans que Shabwa, o almenys que en algun moment va ser capital.
La ciutat està rodejada d'una muralla de pedra amb un cert nombre de torres, cosa que dona idea de la importància que va tenir antigament. Els temples antics foren destruïts al segle iv. La vila és la darrera de la costa de la governació i després ja s'arriba a l'Hadramaut.